# Melolontha hippocastani
El abejarón,  abejorro sanjanero o sanjuanero del castaño (Melolontha hippocastani) es una especie de coleóptero de la familia Scarabaeidae.

## Distribución geográfica
Habita en el paleártico: Eurasia.